# Pardalotus striatus
El pardalote estriado (Pardalotus striatus) es una especie de ave paseriforme de la familia Pardalotidae endémica de Australia. Es un pájaro pequeño de cola corta, más fácil de oír que de ver, ya que habita en las copas de los árboles, donde es muy ruidoso mientras busca insectos y otros pequeños invertebrados para alimentarse.

## Taxonomía

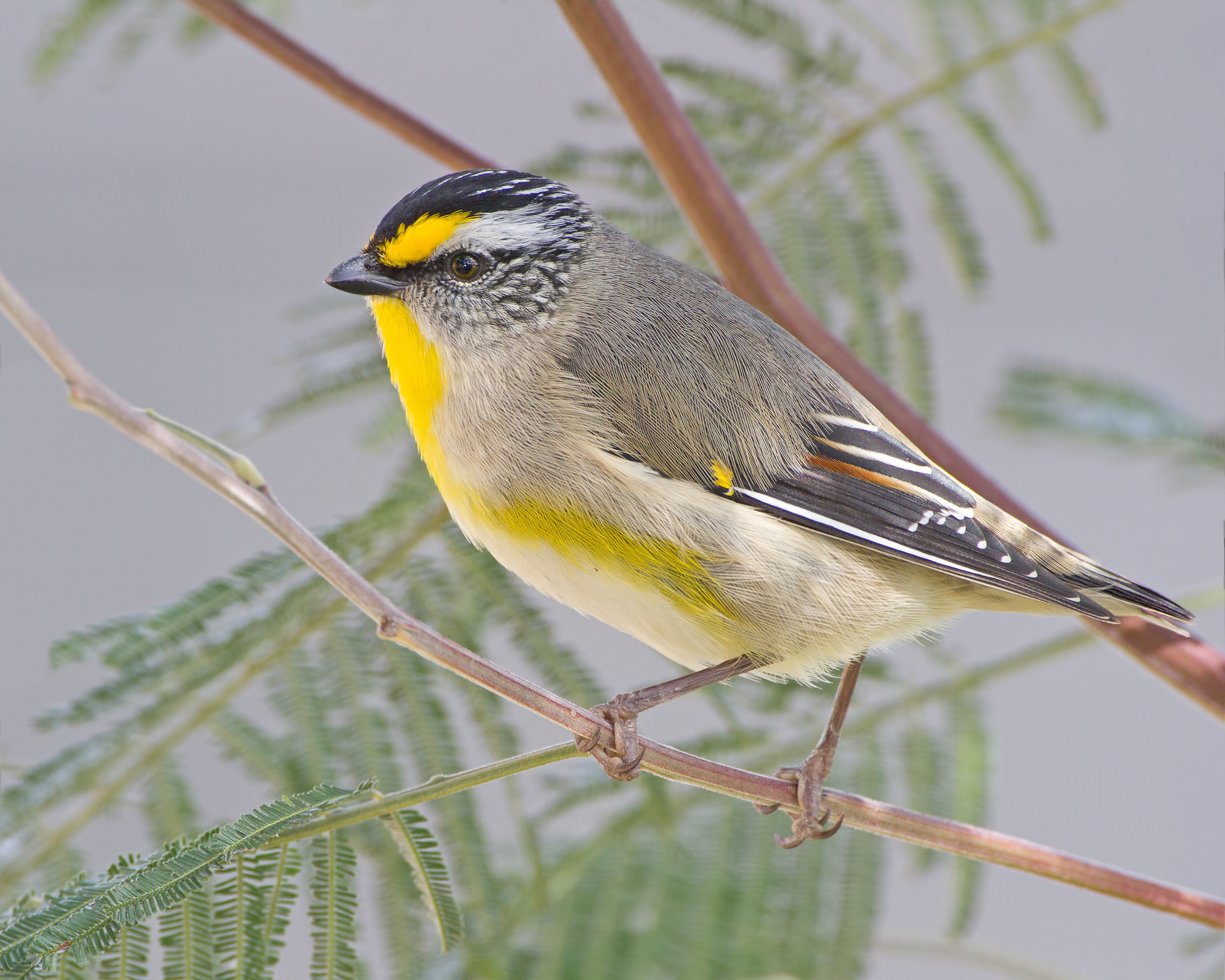
Ejemplar de la subespecie nominal striatus, en la que se observa su manchita amarilla característica en el ala.

Se reconocen seis subespecies, cuatro de las cuales fueron descritas originalmente como especies separadas:
- Pardalotus striatus uropygialis Gould, 1840 - se encuentra en el norte de Australia;
- Pardalotus striatus melvillensis Mathews, 1912 - presente en las islas Melville y Bathurst (Territorio del Norte);
- Pardalotus striatus melanocephalus Gould, 1838 - distribuido por el este de Queensland hasta Nueva Gales del Sur;
- Pardalotus striatus ornatus Temminck, 1826 - se encuentra en la costa oriental subtropical que incluye la región de Sídney;
- Pardalotus striatus substriatus Mathews, 1912 - ocupa el centro y oeste de Australia;
- Pardalotus striatus striatus  (Gmelin, JF, 1789) - presente principalmente en Tasmania y las islas del estrecho de Bass pero que migra al continente en invierno.

## Descripción

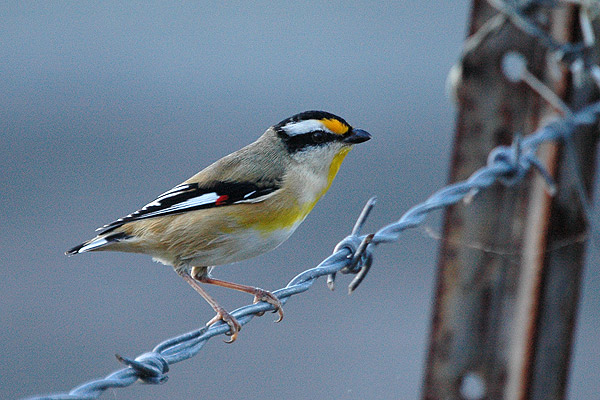
Ejemplar de P. s. melanocephalus cerca de Brisbane, que carece del estriado blanco de la cabeza propio de otras subespecies.

Todas las variedades de la especie tienen el píleo negro, que puede estar estriado en blanco o no. Su espalda es olivácea y sus partes inferiores blanquecinas, y tienen una lista blanca en las alas negras. También en las alas presentan una mota de color rojo intenso, salvo en la subespecie striatus en que es amarilla. Todas tienen una lista superciliar blanca que empieza con una mancha amarilla junto al pico. Por lo demás el plumaje del pardalote estriado varía considerablemente a lo largo de su área de distribución, como la extensión de la coloración amarilla de sus flancos y garganta. El píleo es negro con veteado blanco en las subespecies substriatus, striatus y ornatus.
Entre las especies similares se encuentran el pardalote moteado y el pardalote cejirrojo.

## Distribución y hábitat
El pardalote estriado se encuentra en la mayor parte de Australia, incluida Tasmania y otras islas menores cercanas, salvo en las regiones más desérticas del interior, y ocupa una gran variedad de hábitats desde los bosques de montaña hasta las zonas de matorral árido.

## Comportamiento

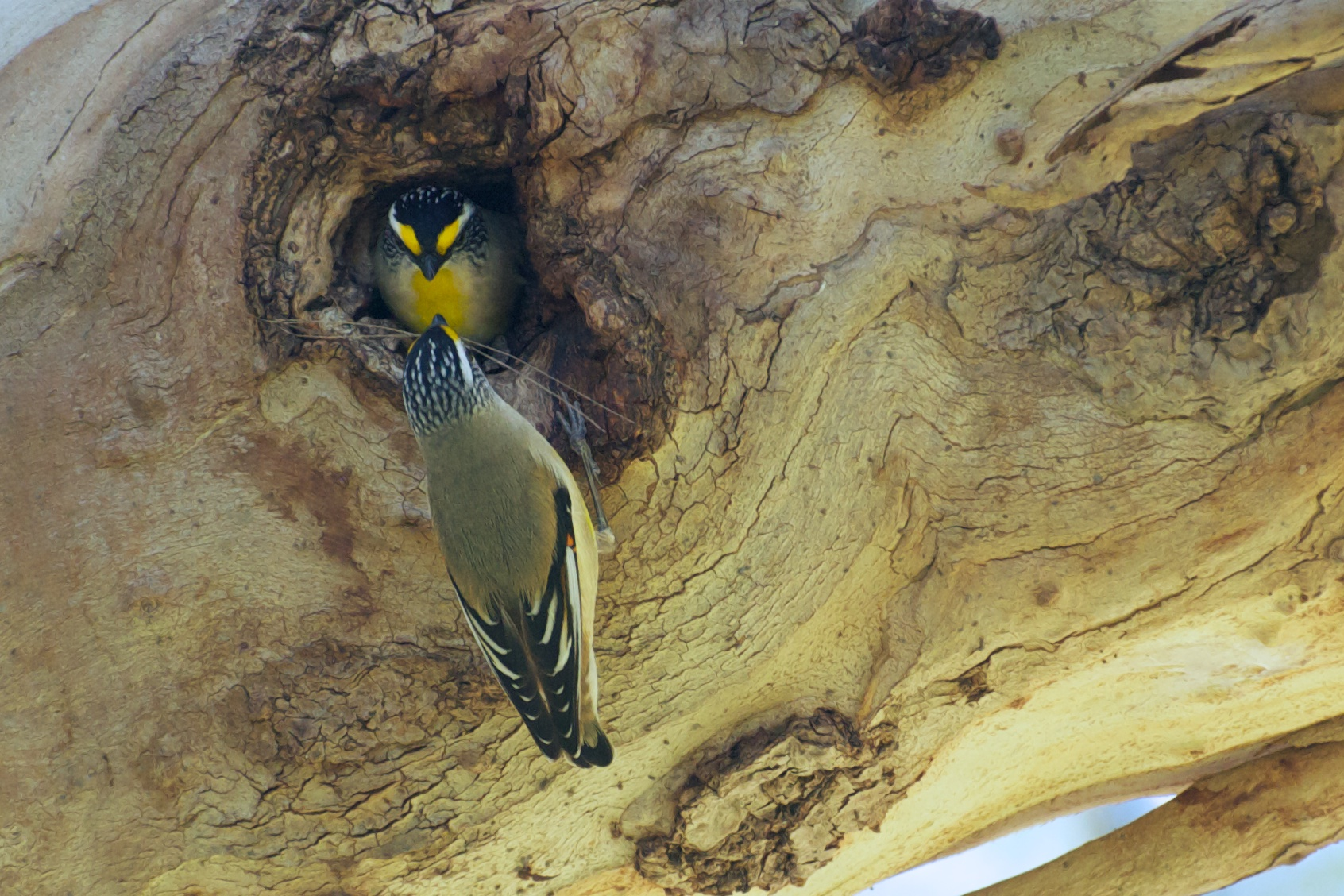
Pareja construyendo su nido en el hueco de un árbol.

### Alimentación
Los pardalotes estriados se alimentan principalmente de insectos y sus larvas. Generalmente buscan sus presas entre el follaje de las copas de los eucaliptos, aunque pueden hacerlo más cerca del suelo cuando hay matorrales más bajos.

### Reproducción
Su época de cría es de junio a febrero. Suelen poner cinco huevos blancos de forma oval en un nido construido con ramitas, fibras de corteza y hierbas, situado en el interior del hueco de un árbol o un túnel excavado en un talud, o también en las grietas de las construcciones humanas. Ambos sexos incuban los huevos y cuidan de los polluelos.